# Wadham College
Wadham College je kolej Oxfordské univerzity ve Spojeném království, nacházející se na jižním konci ulice Parks Road v centru Oxfordu.
Založena byla roku 1610 Nicholasem a Dorothou Wadhamovými, bohatými statkáři Somersetského hrabství během vlády anglického krále Jakuba I. K roku 2009 byla finanční dotace koleje odhadována na 66 miliónů liber a patřilo jí 9. místo v Norringtonském žebříčku, jenž každoročně srovnává výsledky závěrečných zkoušek studentů ze všech 38 kolejí univerzity.
K roku 2010 zde studovalo 460 posluchačů a 180 absolvovalo univerzitu. Sesterskou cambridgeskou kolejí je Christ's College.

## Významní absolventi
- Lindsay Anderson, filmový režisér
- Sir Thomas Beecham, dirigent

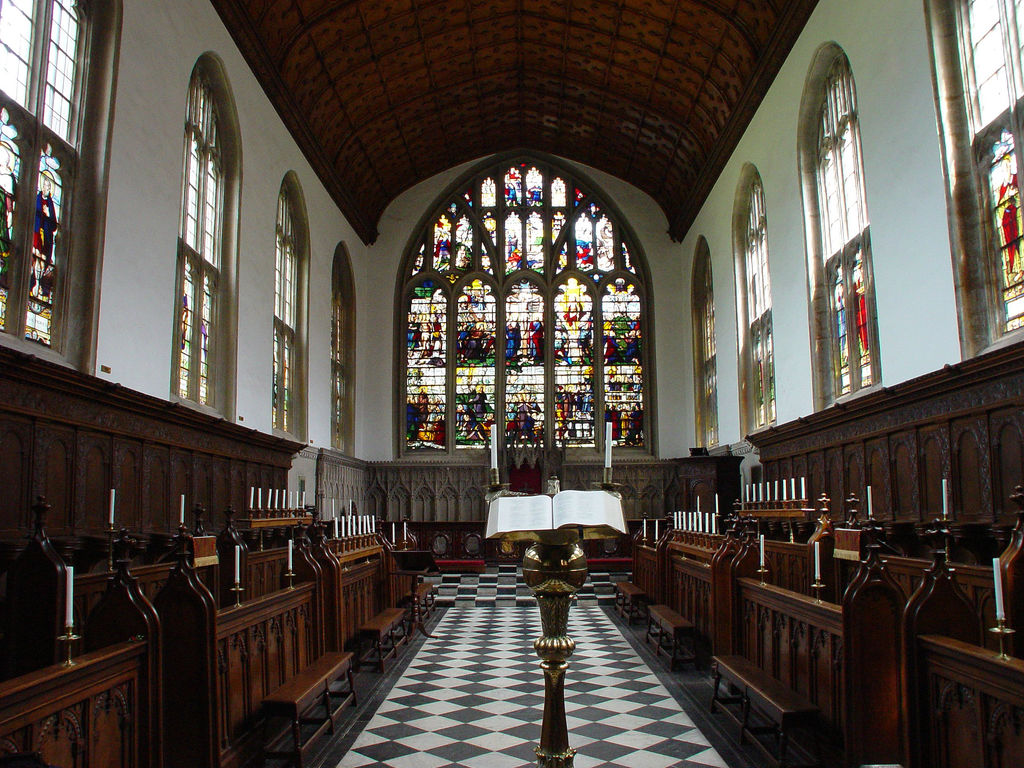
Kaple.

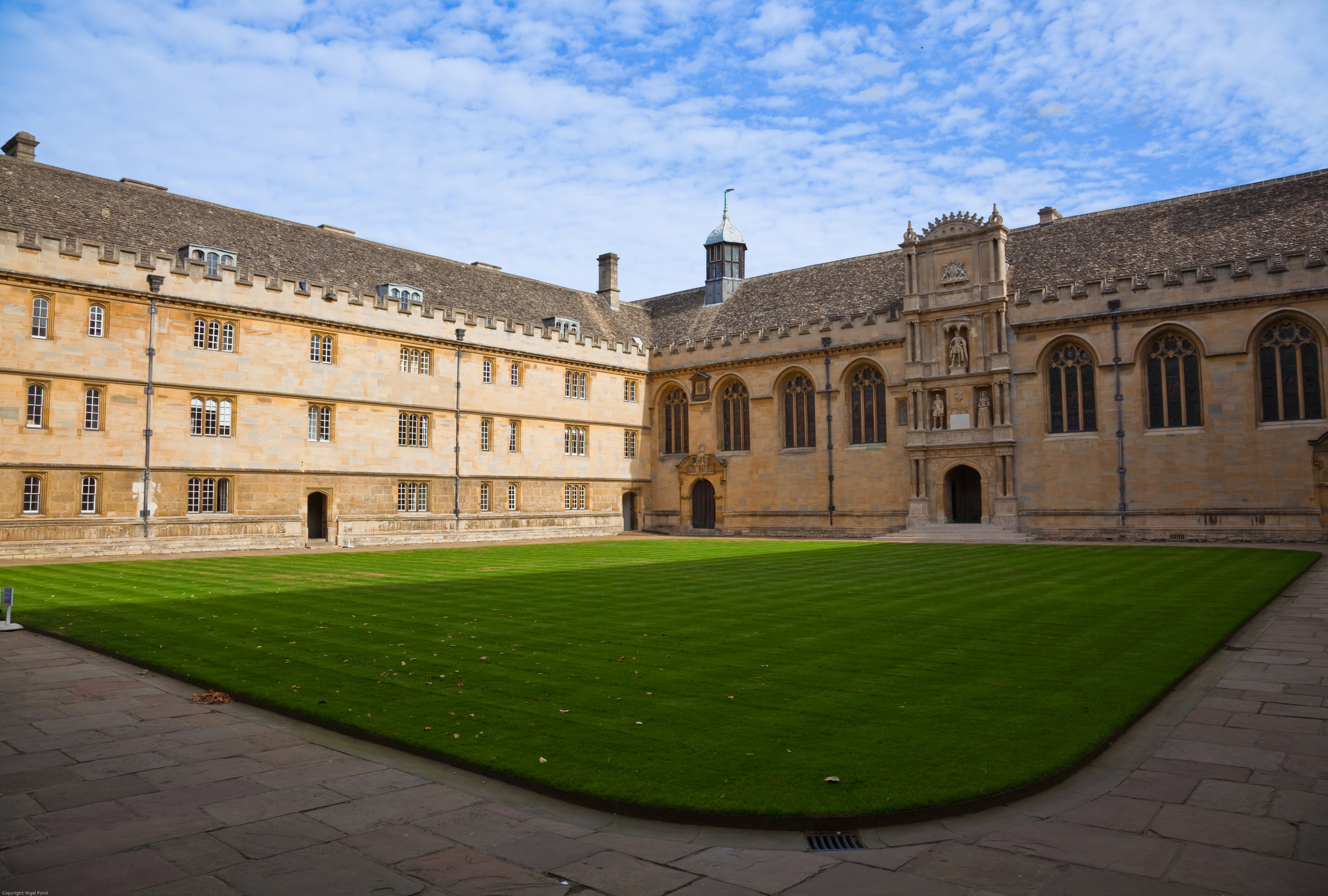
První nádvoří

- Robert Blake, admirál za Cromwellovy vlády
- Marcus du Sautoy, matematik
- James Flint, spisovatel
- William Fox, premiér Nového Zélandu
- C. B. Fry, sportovec
- Penaia Ganilau, generální guvernér a prezident Fidži.
- Thomas Guidott, lékař
- Tuanku Abdul Halim, kedahský sultán a malajský král (1970–1975)
- Felicity Jones, herečka
- Kamisese Mara, premiér a prezident Fidži
- Arthur Onslow, předseda Dolní komory Parlamentu Spojeného království
- Rosamund Pike, herečka
- Waseem Sajjad, prozatímní prezident Pákistánu a předseda Senátu
- Sir Christopher Wren, architekt a spoluzakladatel Královské společnosti